# Атчин
Атчин — острів біля північно-східного узбережжя Малакули у Вануату (Тихий океан). За даними перепису 1999 року, кількість населення становила 761 чоловік, до 2009 року воно зменшилося до 738  За даними перепису 2015 року, чисельність населення зменшилася до 724 осіб, які проживали у 158 домогосподарствах. 
Свою назву острів дав мови Атачін, якою розмовляють на острові.